# Orde de Sant Jeroni
L'Orde de sant Jeroni (llatí: Ordo Sancti Hieronymi) és un orde religiós de tipus monàstic fundat el 1373 a San Bartolomé de Lupiana, a partir d'una comunitat d'anacoretes castellans. Els seus membres, anomenats jerònims fan servir darrere el seu nom les sigles O.S.H.

## Història
A mitjan segle xiv, la relaxació dels ordes monàstics i mendicants porta a l'increment de grups reformistes que, volent seguir rigorosament les regles monàstiques, cerquen la perfecció fent vida eremítica en eremitoris. Són molt freqüents a Itàlia, on molts d'aquests grups es posen sota l'advocació de Sant Jeroni d'Estridó. A la península Ibèrica, sense connexió amb Itàlia, es dona el mateix fenomen en llocs diferents: paral·lelament, es troben grups d'anacoretes sota l'advocació de Jeroni a Burgos, Santander, València i Mallorca.

### Fundació i primers anys
La fundació de l'orde és obra de Fernando Yáñez de Figueroa i Pedro Fernández Pecha. El primer, canonge de la Catedral de Toledo, dirigia un grup d'anacoretes, influït pels grups italians. La majoria dels membres eren laics, que volien fer vida eremítica apartant-se del món. S'instal·laren a El Castañar, prop de Toledo i més tard a Orusco (Madrid), prop de l'ermita de la Billaescusa. Cap al 1366 se'ls uní Pedro Fernández Pecha, noble que havia quedat vidu i, poc després, el seu germà Alonso, bisbe de Jaén. L'any següent, 1367, la comunitat va buscar un lloc més capaç i es va traslladar a Lupiana (Guadalajara), on la família Pecha tenia terres i hi havia una ermita des de 1330, dedicada a sant Bartomeu apòstol per un oncle de Pedro. En 1370 Pedro Fernández va sol·licitar les capellanies de l'ermita i li foren concedides. S'hi consolidà, llavors, una comunitat eremítica de laics, lliurats a la contemplació i l'ascesi, anomenada de San Bartolomé de Lupiana, i considerada casa mare de l'orde.
Com que l'Església volia que les comunitats religioses se sotmetessin a unes regles, van demanar l'aprovació de la comunitat a Gregori XI; Pedro Fernández Pecha i Pedro Román foren enviats a Avinyó per fer-hi les gestions necessàries. Amb la butlla Sine petitio Salvatoris humanae generis de 15 d'octubre de 1373, el papa va aprovar le comunitat d'Eremites de Sant Jeroni, amb la Regla de Sant Agustí i constitucions i hàbit propis, a més del permís per fundar quatre monestirs, el primer dels quals seria el de Lupiana.
Pedro Fernández Pecha, tot i que continuava essent laic, en fou nomenat prior amb el nom de Pedro de Guadalajara. Per a ampliar l'ermita i convertir-la en monestir, Pedro va comptar amb el suport econòmic de la seva família i de nobles de la regió, com la família Mendoza. Un any després, el 1374, Pedro va renunciar al càrrec, nomenant com a successor Fernán Yáñez de Figueroa. A partir de llavors, va fundar altres monestirs de l'orde: el de La Sisla, vora Toledo (1374), on restà com a prior, San Jerónimo de Guisando (1375) i Corral-Rubio (1384) i la Mejorada (aquests tres no els fundà anant-hi personalment, sinó donant poders).
Paral·lelament, i sense coneixement del procés que es duia a terme a Castella, també acudiren al papa els ermitans que, en 1374, havien constituït una comunitat a la Plana de Xàbia, amb un plantejament similar i que després s'integraran al mateix orde.

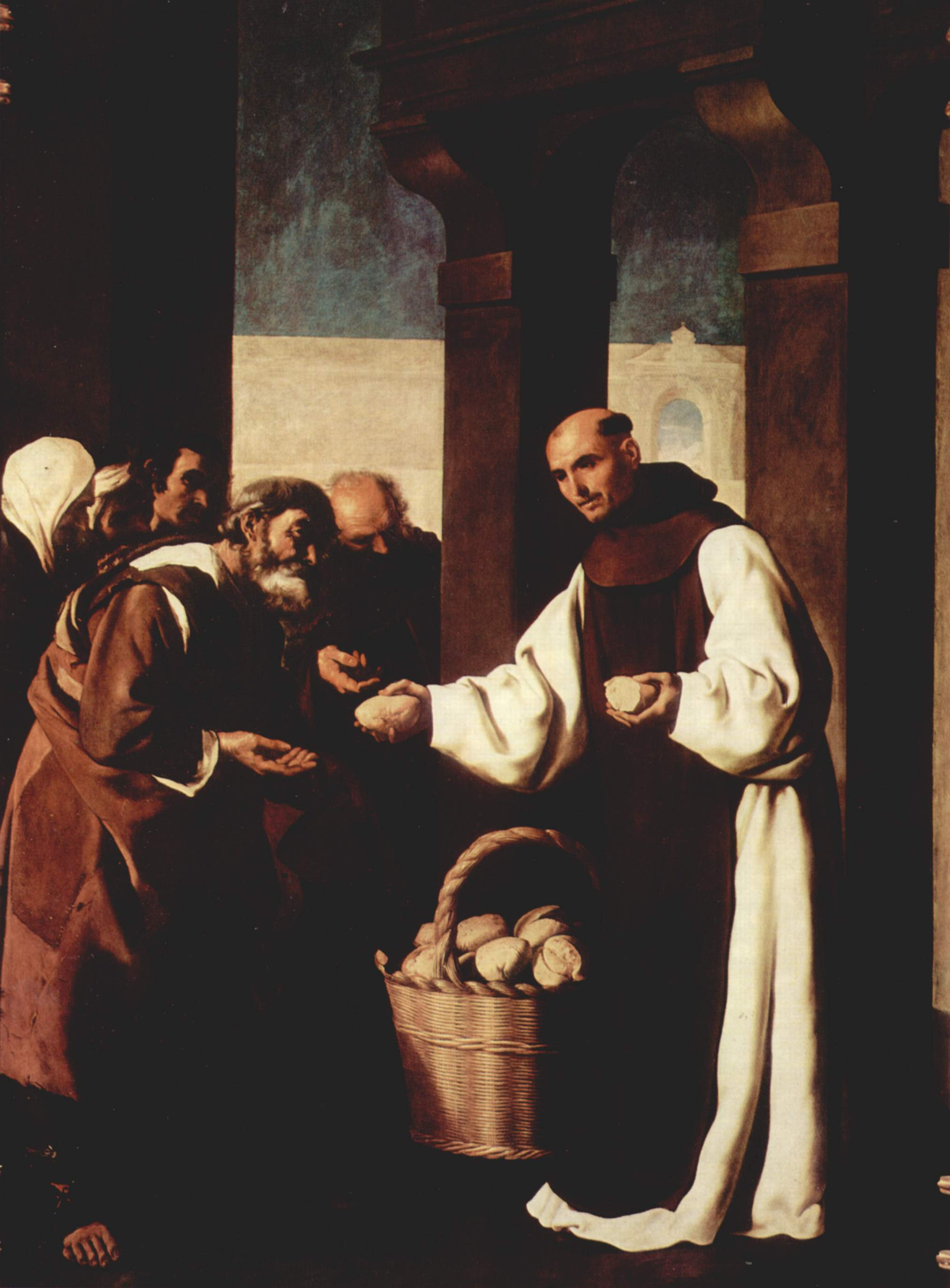
Pintura de Zurbarán que mostra l'hàbit jerònim
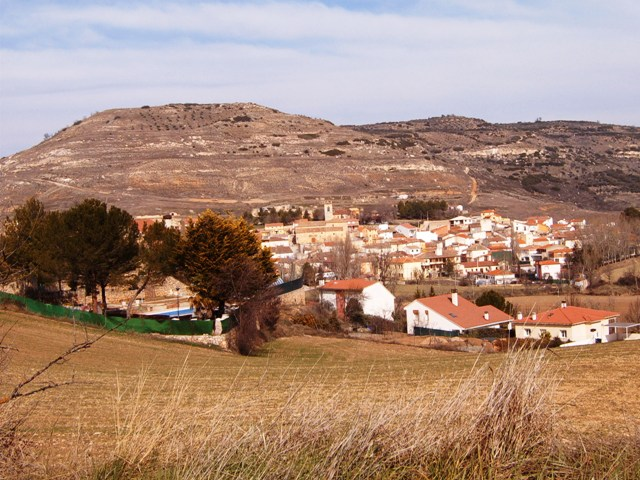
Lupiana, lloc de fundació de l'Orde de Sant Jeroni.
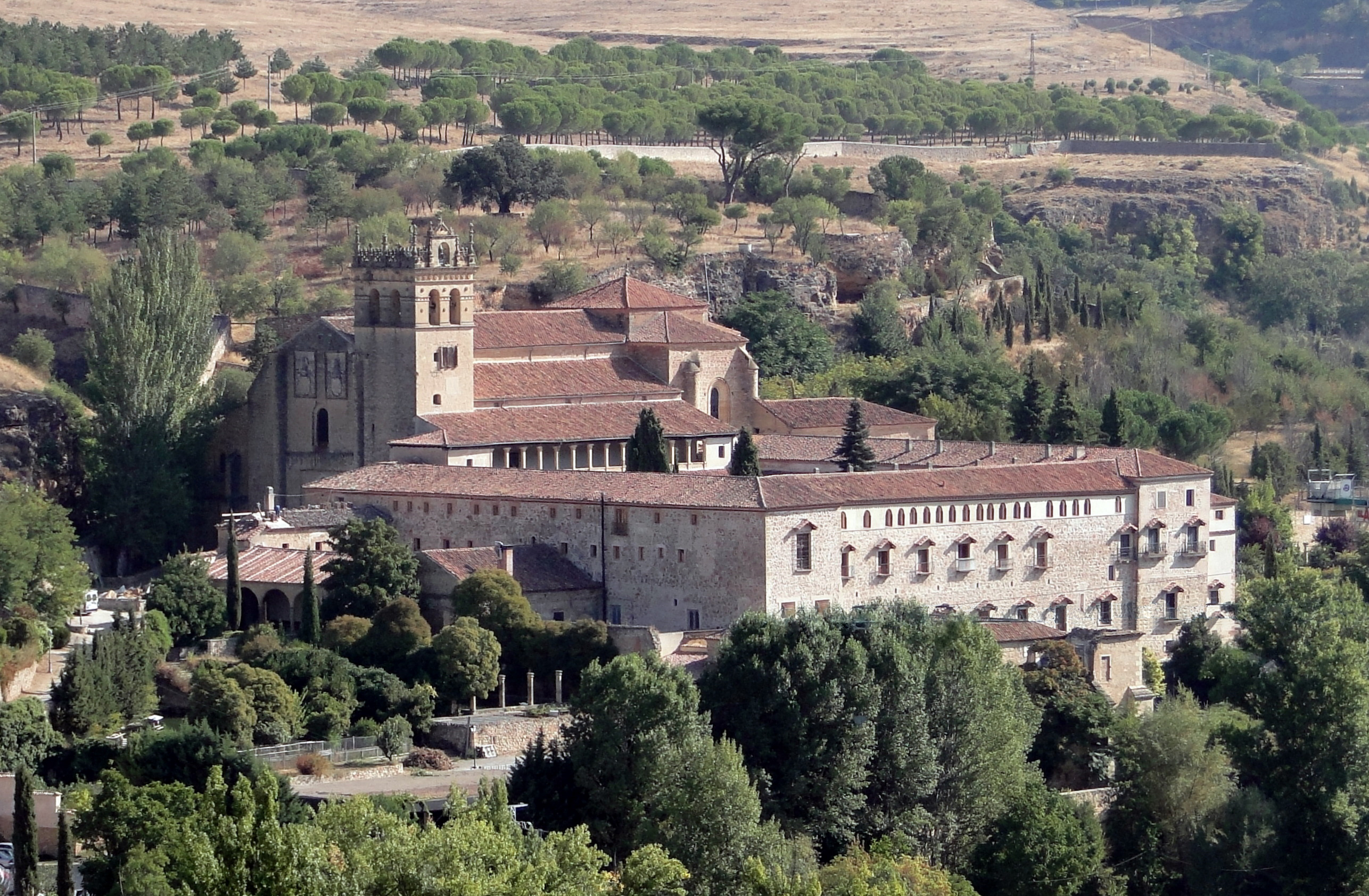
Monestir del Parral (Segòvia)
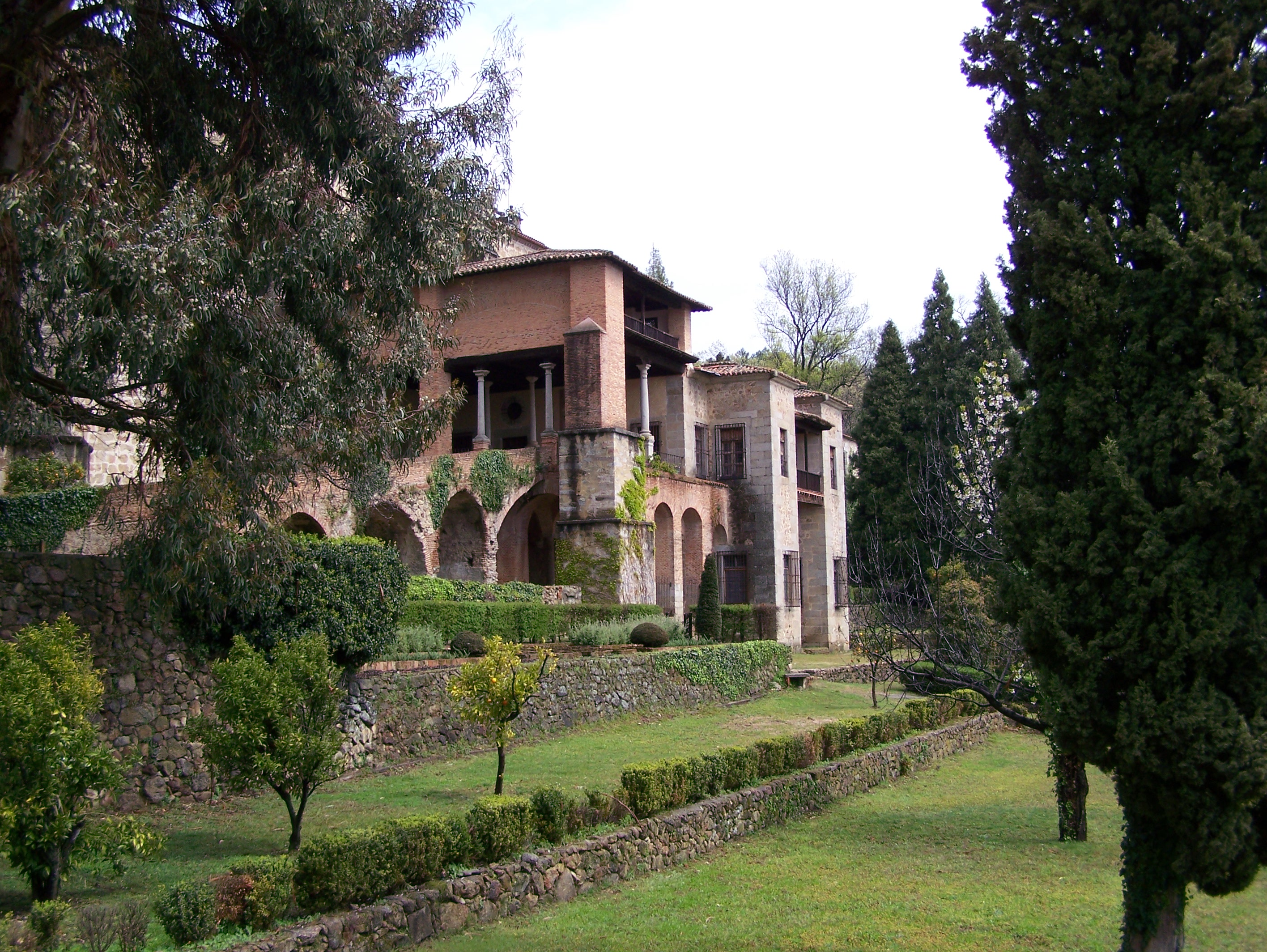
Monestir de Yuste (Càceres)

### Auge de l'orde
En 1389, Joan I de Castella dona a l'orde el Santuari de Guadalupe, amb grans terres i riqueses, i 31 monjos de la comunitat de Lupiana, amb Fernando Yáñez, s'hi trasllada: edifiquen el monestir i altres dependències, revitalitzen el santuari i gestionen les terres convertint-les en una explotació agrícola i ramadera de gran rendiment que proporcionarà a l'orde grans ingressos, als que s'han de sumar els provinents dels nombrosos pelegrins que hi van. El 1414, l'orde jerònim tenia 25 cases que s'uneixen llavors sota una direcció única, mitjançant una butlla de Benet XIII de 1414; fou celebrat el primer capítol general, on foren redactades unes constitucions que garantien la unió entre monestirs, a Guadalupe en 1415. Els altres 136 capítols de l'orde, fins a la seva extinció en 1835, es reuniren a Lupiana. Les rendes de Guadalupe i la protecció de nobles i reis van fer que l'orde s'enriquís i adquirís un gran poder a Castella, especialment durant el segle xv i XVI. A més, va perdre el seu caràcter eremític i se n'accentuà el cenobític, convertint-se en un orde monàstic més. Els seus monjos eren reconeguts per l'austeritat i virtut de la vida i per la seva ciència. Es fundaren llavors monestirs com Sant Jeroni de la Murtra, N. S. de l'Estrella, Buenavista, San Juan de Ortega, Nuestra Señora del Prado, San Leonardo de Alba, El Parral a Segòvia o San Jerónimo el Real a Madrid. La seva riquesa fa que els nobles vulguin, en 1468 i sense èxit, convertir-la en orde militar per ingressar-hi i aprofitar-ne les rendes, o que en 1505, novament, intentin que sigui dissolta. Els reis espanyols van afavorir l'orde dotant moltes fundacions, com Guadalupe, el Real Monasterio de Nuestra Señora de Fresdelval (Burgos), del Monestir de Yuste, on es retirà Carles V i el Monestir de l'Escorial, que Felip II d'Espanya atorgà expressament a la custòdia de l'orde. També són encarregats de les reformes de l'Orde de Sant Jaume a Uclés i San Marcos de Lleó (1499-1504), dels canonges regulars de San Isidoro de Lleó (1502), dels de l'abadia de Párraces (1510) i dels premonstratencs (1568).
L'orde s'estengué a Portugal, on també va ésser afavorida pels reis; Manuel I de Portugal els confià el Monestir dels Jerònims de Lisboa, panteó reial de la corona.

### Monges Jerònimes
- Article principal: Monges de l'Orde de Sant Jeroni

El 1374, el mateix fundador de l'orde masculí, Pere de Guadalajara, va fundar el primer monestir femení de l'orde, el de La Sisla, prop de Toledo. L'orde femení tindrà un desenvolupament paral·lel i, al contrari que el masculí, no s'extingirà, mantenint l'existència de l'orde entre 1835 i 1925.

### Congregació de l'Observança de Sant Jeroni
El 1428 fra Francisco Lope de Olmedo, exgeneral, pretengué reformar l'orde, ja que no concebia que seguís la regla augustiniana quan Sant Jeroni havia escrit molt sobre la vida monàstica. Va elaborar una regla pròpia a partir dels escrits de Jeroni i va proposar-la a Roma, on Martí V l'autoritza a fundar la Congregació de l'Observança de Sant Jeroni, que tindrà difusió a Itàlia i només a set monestirs d'Andalusia. S'accentuava el component eremític de la vida del monjo, fent-lo més rigorós en l'observança.
Ja en 1449 i entre 1492-1495, els monestirs ja no seguien la regla amb el mateix rigor i manifestaren el desig d'unir-se a l'Orde de Sant Jeroni, fet que va tenir lloc en 1567. Formaren part d'aquesta reforma els monestirs de: San Isidoro del Campo (Santiponce), Tendilla, Nuestra Señora de los Remedios de Barrameda, San Miguel de los Ángeles, Santa Quiteria, Nuestra Señora de Gracia (Carmona) i Nuestra Señora del Valle (Écija).

### Declivi, desaparició i restauració de l'orde masculí
En el s. XVII s'inicià un període d'estagnació; només es funden tres monestirs: San Pedro de la Ñora (Múrcia), San Jerónimo (Caravaca) i San Jerónimo (Àvila). L'observança de la regla decau i els plets augmenten, com també la ingerència de la corona en l'organització de l'orde; tot plegat, contribueix al declivi de l'orde que, al contrari que d'altres, no pateix cap reforma observant, la qual cosa fa que els possibles candidats a monjos triïn altres ordes reformades on l'observança era major.
Els jerònims, al segle xix passen pels mateixos problemes que altres ordes religiosos, que el van portar a la supressió total, que desaparegué totalment en la seva branca masculina. Els monjos foren exclaustrats entre 1808 i 1813, i entre 1820 i 1823. A Portugal fou dissolt en 1833 per ordre de les autoritats civils; en 1835 fou suprimit a Espanya, arran de la desamortització dels béns eclesiàstics. Hi havia llavors 48 monestirs i uns mil monjos.
Les monges jerònimes continuaren existint i van intentar restaurar l'orde masculí, primer a l'Escorial (1854) i després a Guadalupe (1884), però no va reeixir, ja que els monjos eren massa grans. Finalment, el 1925 van obtenir de la Santa Seu la restauració de l'orde, més senzilla, ja que encara no feia cent anys des de la seva extinció. S'establiren monjos joves a Santa María del Parral (Segòvia) en 1925 i, passada la Guerra civil, en 1941. S'arribaren a fundar tres monestirs més: San Isidoro del Campo (Santiponce, 1956), San Jerónimo de Yuste (Cuacos de Yuste, Cáceres, 1958) i Nuestra Señora de los Ángeles (Xàbia, 1964). La restauració oficial per part de la Santa Seu fou en 1969, quan s'establí el govern general de l'orde restaurat. La manca de vocacions fa que el 1978 se'n tanquessin els monestirs de Santiponce i Xàbia.

## L'orde als Països Catalans
La primera fundació fou en 1374 al monestir de Sant Jeroni de la Plana de Xàbia, que es traslladà a Sant Jeroni de Cotalba (Alfauir, Safor). Seguiren:
- Monestir de la Murta (Alzira) 1376-1835.
- Sant Jeroni de la Vall d'Hebron (Barcelona) 1393-1835.
- Sant Jeroni de la Murtra (Badalona) 1416-1835.
- Monestir de Sant Miquel dels Reis (València) 1546-1835.

Tots ells desaparegueren amb la desamortització de Mendizábal.
La branca femenina compta amb un establiment que, en diferents edificis, ha romàs obert ininterrompudament a Barcelona, des de la seva fundació en 1475. Entre aquesta data i 1484 es digué Santa Margarida i des de llavors Sant Maties. Era a la Plaça del Padró; traslladat en 1909 a Sarrià, el 1980 es traslladà a Sant Gervasi, on continua avui la seva activitat.

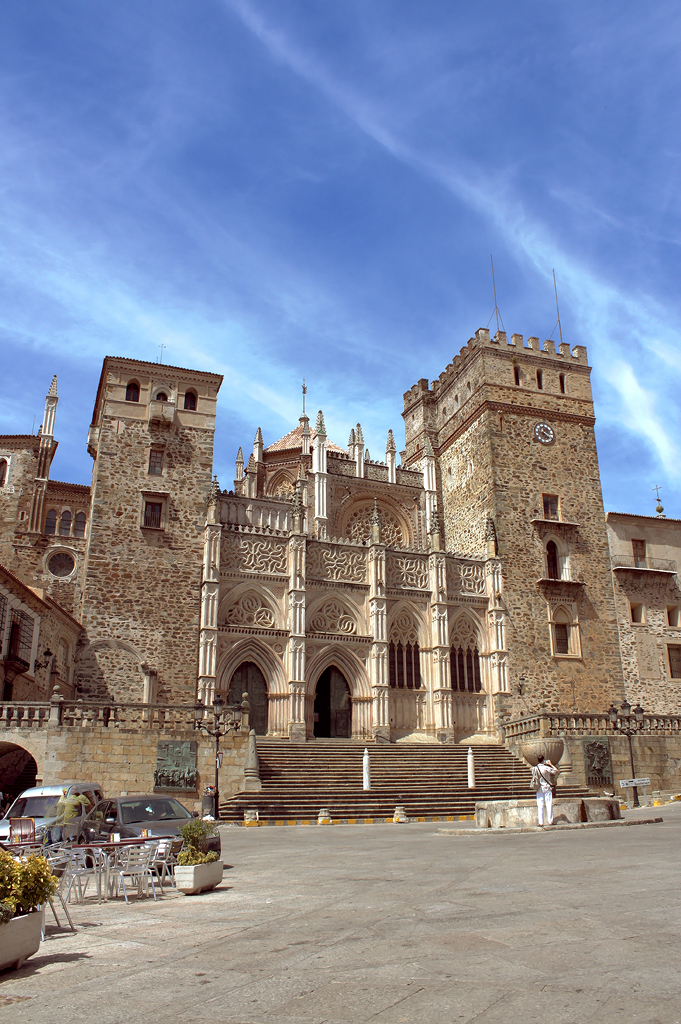
Monestir de Guadalupe
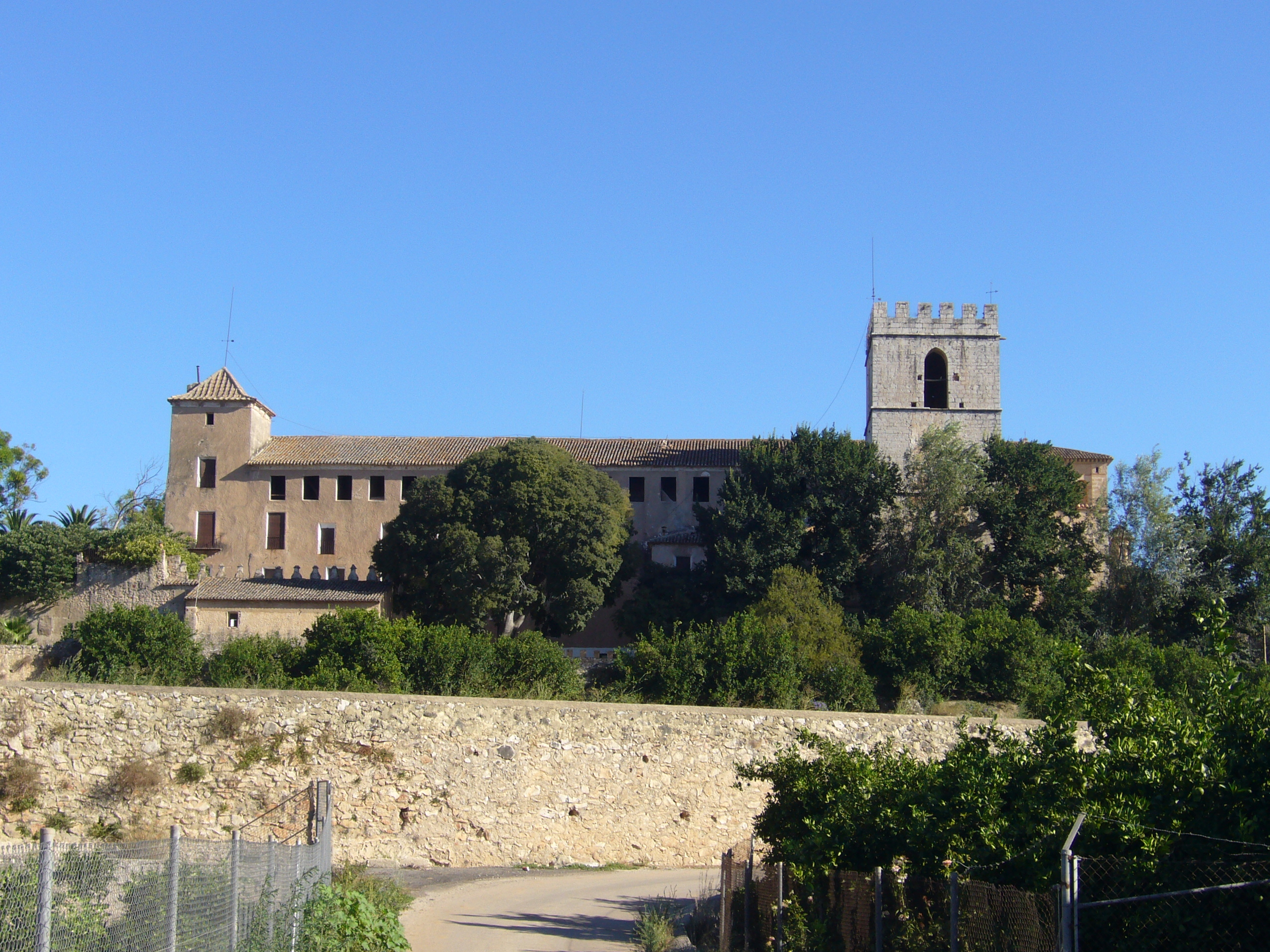
Sant Jeroni de Cotalba (la Safor)
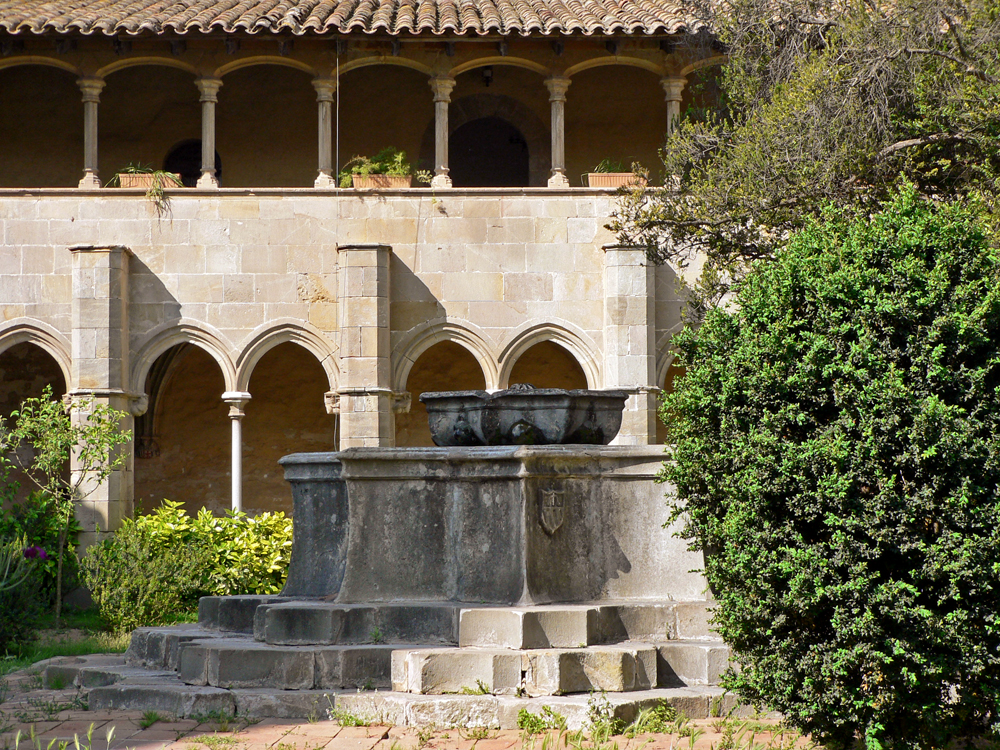
Claustre de Sant Jeroni de la Murtra
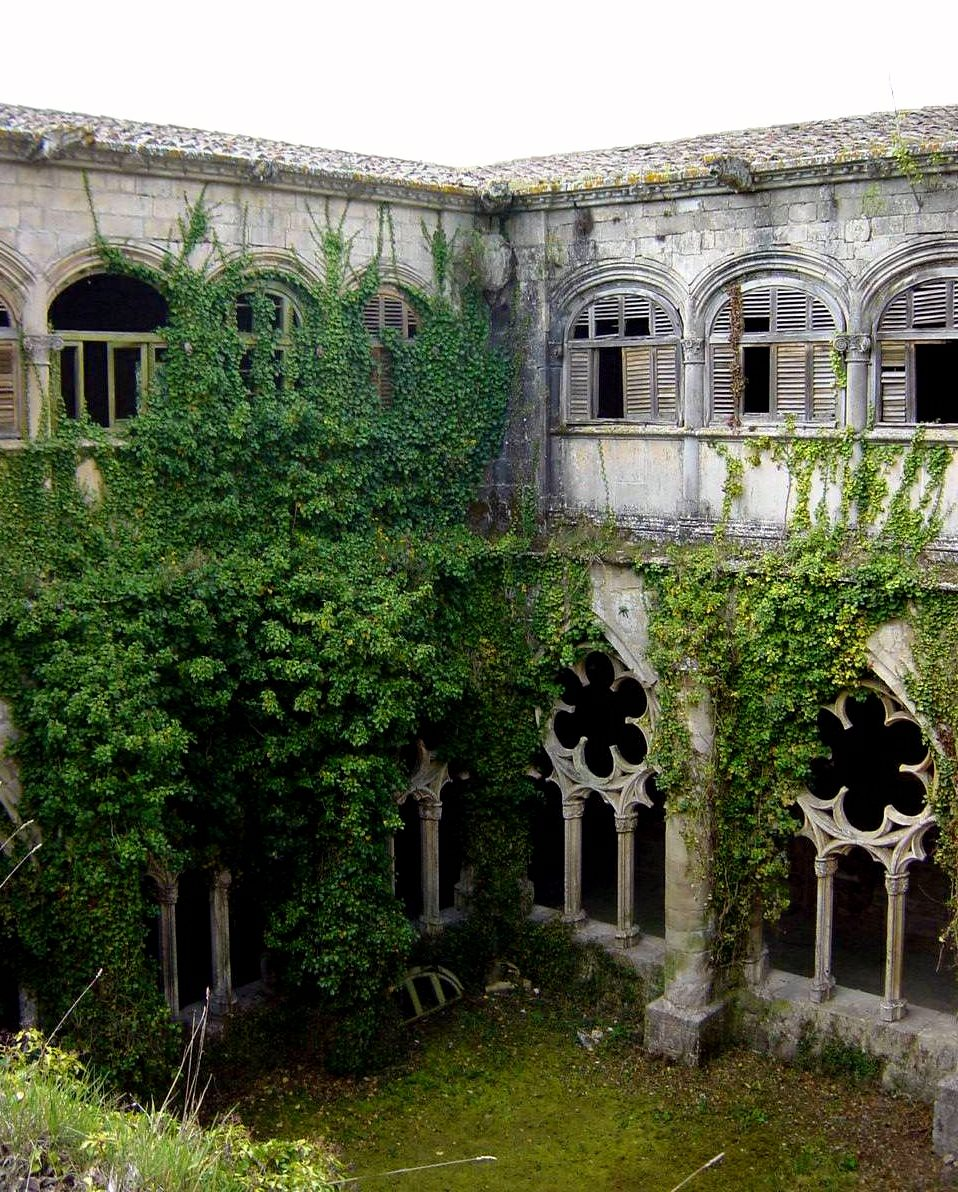
Monestir de Fresdelval (Burgos)
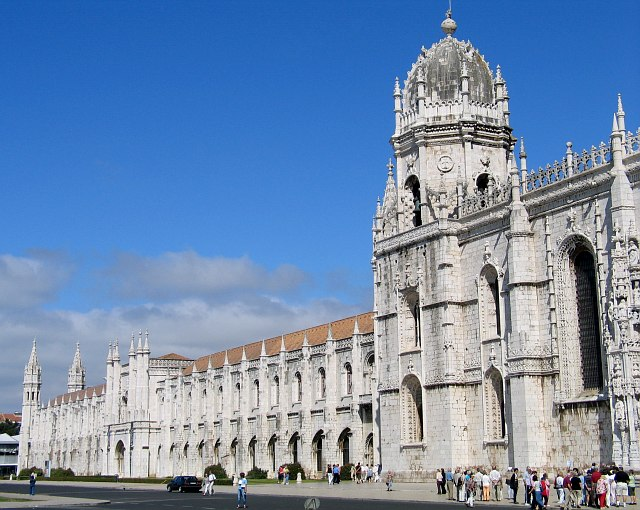
Monestir dels jerònims de Lisboa
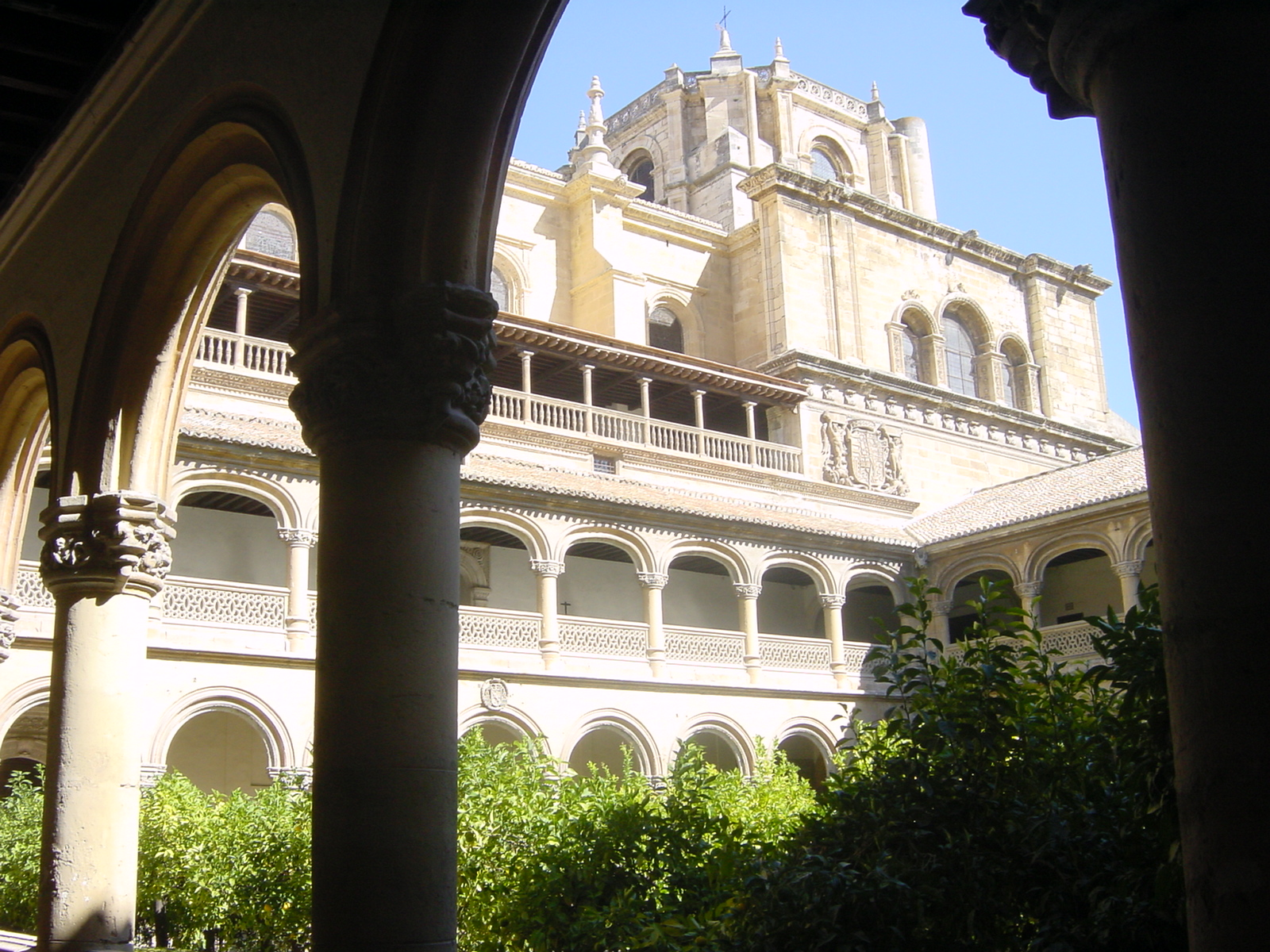
Monestir dels jerònims de Granada

## Activitat i difusió
Els jerònims es dediquen a la vida contemplativa, l'estudi i la pregària, inspirant-se en la vida de Sant Jeroni d'Estridó com a model per arribar a la perfecció evangèlica. Els monjos dediquen el matí al treball al monestir i les tardes a la vida contemplativa i intel·lectual. Un dels seus principis rectors és la humilitat de cada monjo i de l'orde, vivint en l'austeritat i la pobresa. Això ha portat a l'orde a refusar l'honor dels altars als seus membres, considerant que és un honor immerescut.
En 2010, l'orde només té dos monestirs, el del Parral i el de Yuste, amb 14 monjos, 8 dels quals són sacerdots.